# Pentel

Logo

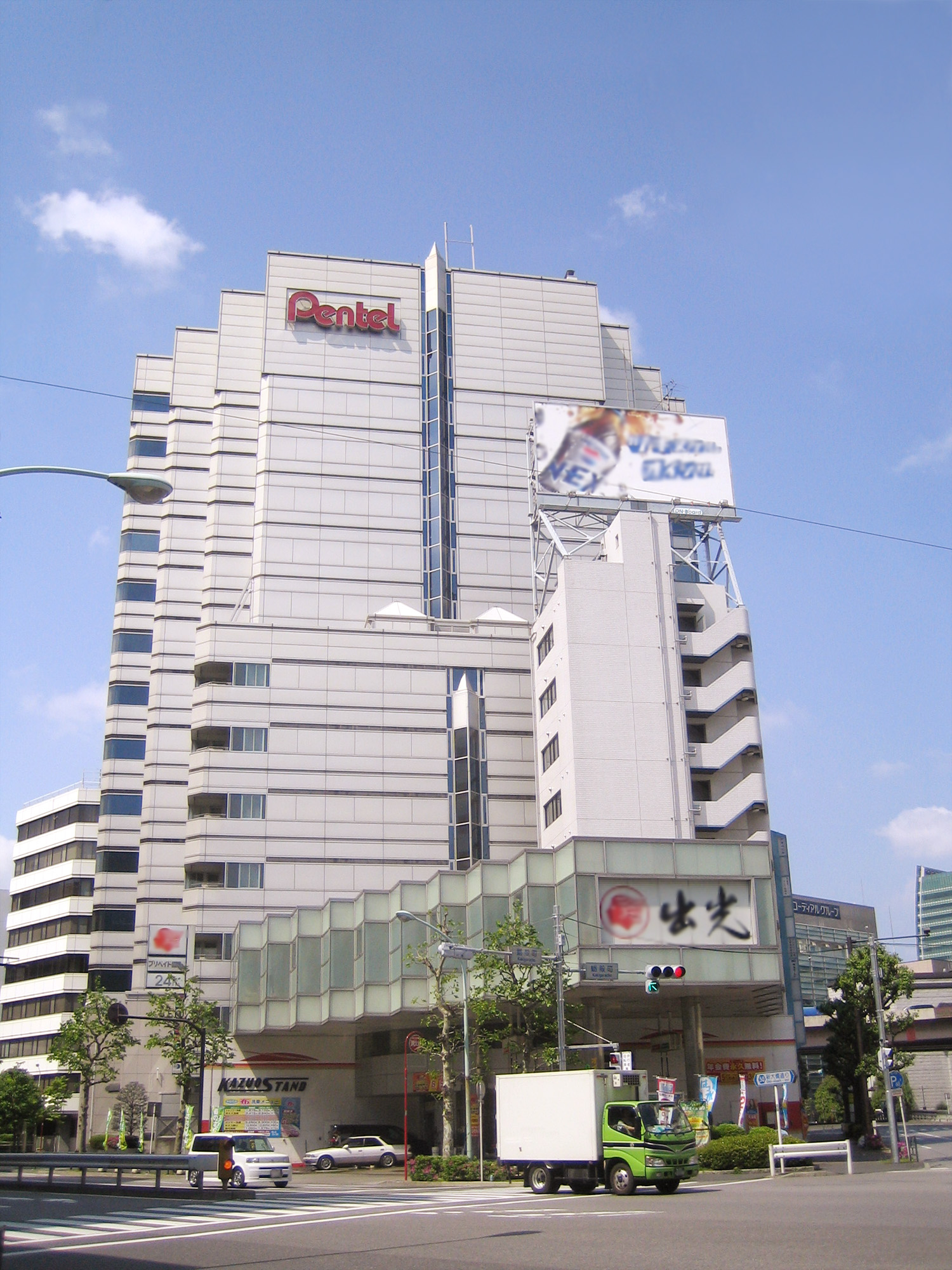
Zentrale in Tokyo

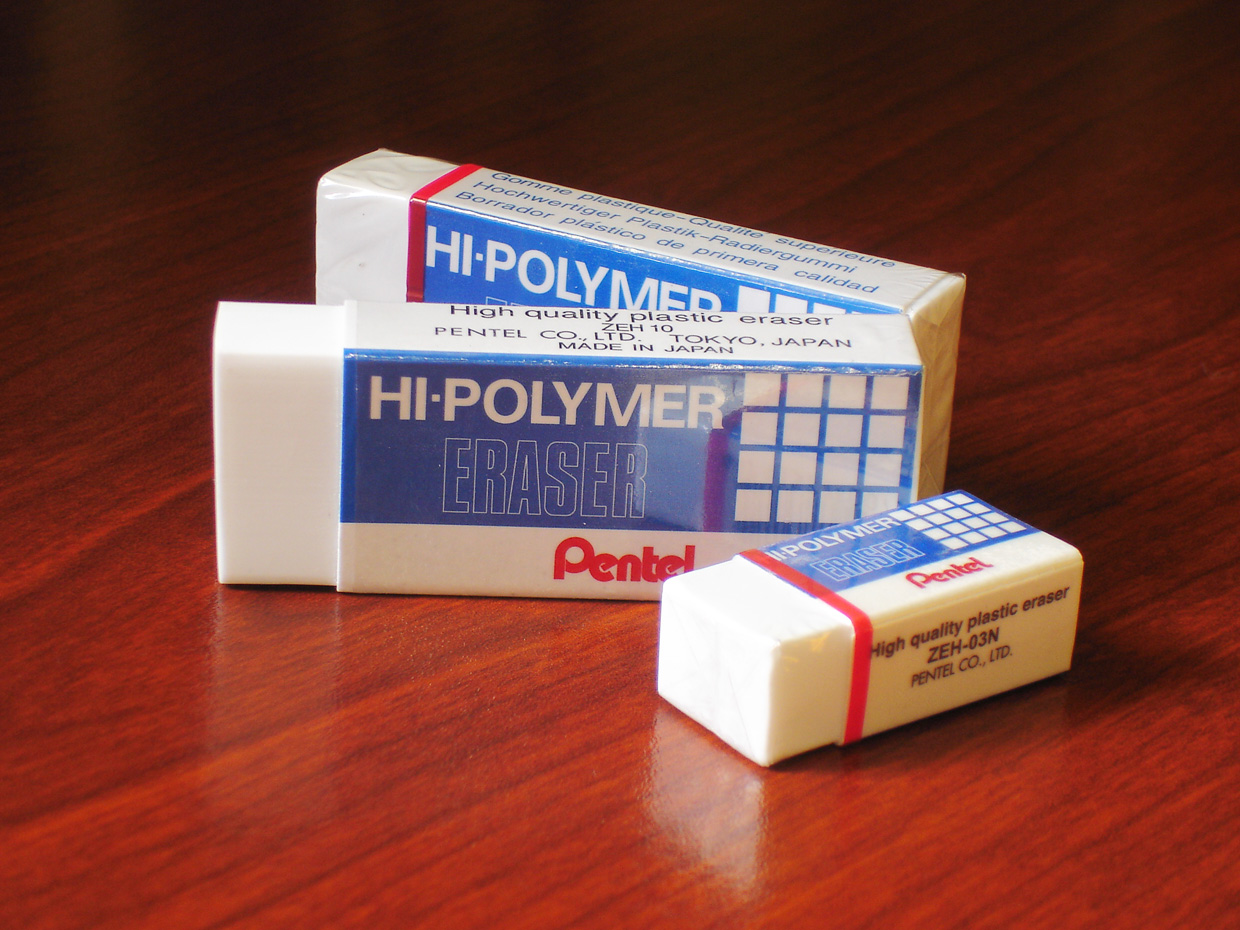
Radierer von Pentel

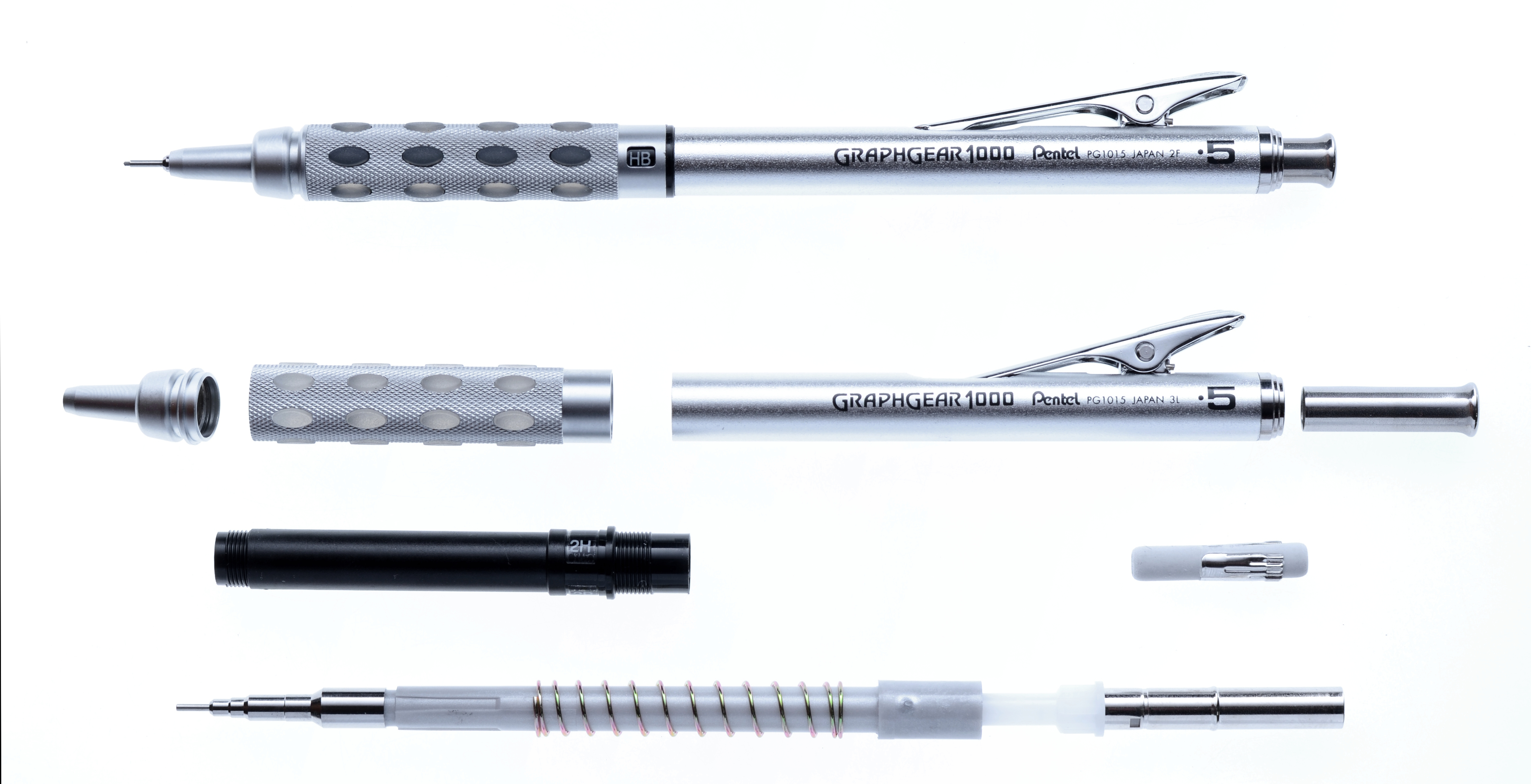
Druckbleistift von Pentel, ganz und zerlegt

Pentel ist ein Schreibgerätehersteller mit Hauptsitz in Tokio, Japan.

## Unternehmen
Das Unternehmen betreibt nach eigenen Angaben 19 Niederlassungen in Japan und hat 18 internationale Dependancen.
Den Vertrieb in Deutschland und den anderen europäischen Ländern übernimmt seit 1969 die Tochtergesellschaft Pentel Bürobedarf-Handelsgesellschaft mbH in Hamburg.
Pentel produziert in sieben Fabriken, davon 3 in Japan und 4 in anderen Ländern.

## Geschichte
Pentel wurde 1946 als „The Japan Stationery Corporation“ durch Yukio Horie gegründet.
Die Anfänge des Unternehmens liegen in der Herstellung von Aquarellfarben, Zeichenstiften und Ölpastellfarben, hauptsächlich für Schulen und Kindergärten.
Pentel befindet sich seit der Gründung in Familienbesitz und wird heute von Keima Horie, einem Enkel des Gründers geführt.
Der  „Sign Pen“ war das Lieblingsschreibgerät von Helmut Schmidt und wird in der Bundeskanzler Helmut Schmidt Stiftung in Hamburg als Souvenir verkauft.

## Produkte
- Faserschreiber „Sign Pen“, 1963
- Mechanischer Druckbleistift (Patent)[4]
- Tintenroller Ball Pentel, 1970 erstmals hergestellt
- Hi-Polymer Mine für Bleistifte (vorgestellt 1970)
- „Ball Pentel“ mit ölbasierter Schreibpaste
- „Hybrid Roller“ 1986 mit Tinte, die auf Wasser und Öl basiert

Außerdem produziert und vertreibt das Unternehmen Korrekturbänder, Radierer, Faserschreiber, Marker, Textmarker, Liquid-Gel-Tintenroller, Korrekturstifte und Füllfederhalter, ebenso wie Künstlerbedarf, Präsentationsmappen und Dokumentenumschläge.